# Цзююань
Цзююа́нь (кит. упр. 九原, пиньинь Jiǔyuán) — район городского подчинения городского округа Баотоу автономного района Внутренняя Монголия (КНР). Название происходит от названия древней административной единицы, существовавшей в этих местах ещё до нашей эры, во времена империи Цинь.

## История
Во времена империи Цин эти места входили в состав сомонов Тумэд-Юици, Урад-Цяньци, Урад-Чжунци и Урад-Хоуци. В 1926 году здесь был образован уезд Баотоу (包头县), восточная часть этих земель входила в состав уезда Салаци (萨拉齐县).
В 1950 году были образованы народное правительство города Баотоу и народное правительство уезда Баотоу. Город Баотоу был разделён на районы № 1, №2 и № 3 (Пригородный). В 1960 году Пригородный район был расформирован, но в 1963 году воссоздан вновь. В 1998 году был произведен передел границ административных единиц Баотоу, и Пригородный район получил 500 км² неурбанизированной местности, ранее входившей в состав соседних административных единиц. В 1999 году Пригородный район был переименован в район Цзююань.

## Административное деление
Район Цзююань делится на 4 уличных комитета, 3 посёлка и 1 сомон.